# Бестолковые
«Бестолко́вые» (англ. Clueless) — американская романтическая комедия 1995 года, основанная на романе Джейн Остин «Эмма». Действие происходит в Беверли-Хиллз в обычной средней школе. Сценарий был написан режиссёром фильма Эми Хекерлинг, а спродюсировал картину Скотт Рудин. Фильм выпущен в Соединённых Штатах Америки 19 июля 1995 года. В ролях: Алисия Сильверстоун, Стэйси Дэш и Бриттани Мёрфи.
Позднее было снято продолжение фильма в виде телесериала, а также выпущен ряд книг.

## Сюжет
В фильме рассказывается о жизни добродушной, но весьма поверхностной девушки Шер Хоровитц (Алисия Сильверстоун). Она привлекательна, популярна и чрезвычайно богата. В свои 16 лет она уже является одной из самых популярных девушек средней школы и очень рада этому, живя в своём замкнутом мирке, одержимом модой. Она живёт в особняке в Беверли-Хиллз со своим отцом (Дэн Хедайя) — обеспеченным адвокатом, её мать давно умерла, после осложнения в результате операции по липосакции. Лучшая подруга Шер — Дион Дэвенпорт (Стэйси Дэш), которая также богата, мила, самоуверенна и понимает, каково это, когда тебе завидуют.
Среди немногих людей, с кем Шер часто конфликтует — это Джош Лукас (Пол Радд). Джош — сводный брат Шер, который отличается незаурядным мышлением и время от времени приходит в гости к Шер. Джош и Шер постоянно препираются друг с другом, но без какой-либо цели. Шер дразнит Джоша за его потрёпанный идеализм, в то время как он характеризует её как эгоистичную, тщеславную и поверхностную особу, для которой единственной целью в жизни является шоппинг.
Эгоизм Шер обычно абсолютно невинен и безопасен для окружающих. Например, она пытается устроить свидание двум учителям — мистеру Холлу и мисс Гейст. И она добивается своей цели. Учителя становятся добрее к ней, табель успеваемости пересматривается и в нём уже нет плохих оценок. А эти двое влюбляются друг в друга. Когда Шер видит это, она понимает, что ей нравится делать добрые дела. Теперь девушка решает, что в этот раз её добрым делом будет помочь новенькой девочке Тай Фрэйзер (Бриттани Мёрфи) адаптироваться в новой для нее школе. Шер и Дион меняют внешний вид Тай и делятся с ней всеми секретами популярности. Шер также пытается погасить взаимную симпатию между Тай и Трэвисом (Брекин Мейер), катающимся на скейте бездельником, и направить интерес Тай на богатого сноба Элтона (Джереми Систо).
Второй план по соблазнению Тай Элтона оборачивается неприятными последствиями, когда во время игры «Присоски» Элтон отклоняется от Тай и начинает флиртовать с Шер. В плане Шер есть некоторые недочёты, но когда он всё же начинает работать, популярность Тай начинает превосходить популярность Шер, особенно после того, как Тай подверглась опасности упасть с последнего этажа в супермаркете. Благодаря этому событию она стала знаменитой в школе. Многие одноклассники, включая Дион и давнюю соперницу Шер Эмбер (Элиза Донован), начинают все больше общаться с Тай, и Шер чувствует себя свергнутой с пьедестала королевы школы.
Тем временем у Шер происходит пара неудач и в романтических отношениях с мальчиками в школе. Первая касается Элтона, вторая — Кристиана (Джастин Уокер) — красивого одноклассника, понимающего в моде, который оказывается геем. Шер наивна и не в состоянии признать гомосексуальность Кристиана, она думает, что её попытки соблазнить его во время кинопросмотра «Спартака» сработают. Но на следующий день парень Дион, Мюррей (Дональд Фэйсон), ревёт со смеху после рассказа Шер о её вечере с Кристианом и тем самым даёт ей понять, что она совершила ошибку.
События достигают пика, когда Шер заваливает экзамен и не получает водительские права. На этот раз она не может изменить отношение инструктора к себе. Когда Шер сокрушённая приходит домой, Тай рассказывает ей о своём новом увлечении Джошем и просит Шер помочь ей заполучить его. В свою очередь, Шер говорит, что Джош не совсем подходит Тай, и это становится причиной их ссоры. Шер, оставленная в полном одиночестве, начинает думать, что она создала какого-то монстра типа себя. Чувствуя себя «абсолютно бестолковой», Шер идёт по улице и размышляет над своими приоритетами, пытаясь понять, как относиться к людям в её жизни. Больше всего она думает о Джоше и Тай и удивляется, почему её так заботит эта пара.
После переоценки ценностей Шер обнаруживает, что влюбилась в Джоша. Она начинает прилагать неуклюжие, но искренние усилия, чтобы направить свою доброту в нужное русло и становится руководителем акции «Поможем пострадавшим в Писмо-Бич» в школе. В следующей сцене Шер и Джош разговаривают на лестнице и понимают, что любят друг друга. Сцена заканчивается нежным поцелуем.
Фильм завершается счастливым голливудским концом: мистер Холл и мисс Гейст женятся, дружба Шер с Тай и Дион возобновляется, Тай и Трэвис стали парой, а сама Шер теперь безгранично счастлива в объятиях Джоша.

## Персонажи
Центральные персонажи фильма (по роману «Эмма»)
- Алисия Сильверстоун — Шер Хоровитц (Эмма Вудхаус) избалованная, но милая жительница Долины, хотя фактически она живёт в Беверли-Хиллз. Живя в особняке, обслуживаемая слугами и щеголяя своей модной дорогой одеждой, она — бесспорная королева Средней школы Бронсона Олкотта. Шер также эгоистична и умна, как её отец Мэл. Шер убеждает двух своих учителей, что каждый является секретным поклонником другого, тем самым добиваясь хороших оценок со стороны этих преподавателей. У Шер нет постоянного парня и она сравнивает поиски потенциального бойфренда в средней школе с поиском смысла в фильме «Поли Шор».
- Стейси Дэш — Дион Дэвенпорт (миссис Уэстон) лучшая подруга Шер. Она и Шер богаты и красивы, но и сердобольны. Шер считает Дион своим модным критиком номер один. У Дион и её бойфренда Мюррея (Дональда Фэйсона) очень шумные отношения и они часто ссорятся (инверсия идеализированных отношений между г-ном Остином и миссис Уэстон). Причинами их скандалов становятся мелочи. Например, бритьё головы Мюррея вызвало шок и негодование у Дион так же, как и находка дешёвых накладных волос на заднем сидении его машины. Но в то же время между ними существует крепкая связь, которая подтверждается во время первой поездки Дион по автостраде, когда они едва не попали в аварию.
- Бриттани Мёрфи — Тай Фрэйзер (Гарриет Смит): гадкий утёнок, который превратился в красивого лебедя. Шер и Дион решают кардинально поменять её внешний вид. С изменением цвета волос, стиля одежды и применением косметики Тай завоёвывает доверие своих новых подруг и развивает чувство стиля. Первоначально Тай влюбляется в скейтбордиста Трэвиса (Брекин Мейер), но Шер пытается увлечь Тай Элтоном, чтобы повысить её популярность в школе. После «почти смертельного опыта» в супермаркете Тай приобретает чрезмерную популярность, которая в конечном счете ставит под угрозу популярность Шер. К концу фильма Тай возвращает уважение и дружбу Шер и начинает встречаться с Трэвисом. Эта роль была дебютом для Бриттани Мёрфи.
- Пол Радд — Джош Лукас (Джордж Найтли): сводный брат Шер, поскольку Мэл был женат на матери Джоша пятью годами ранее. У Джоша есть стремление стать адвокатом (его цель — экологическое право), и по фильму обычно приходит в гости к Шер и отцу. Джош проживает недалеко от своего колледжа, но утверждает, что общаться с Мэлом — «получение большого опыта». В фильме Джош дразнит Шер, но в то же самое время показывает свою заботу и беспокойство о ней.
- Дэн Хедайя — Мэл Хоровитц (мистер Вудхаус): Этот адвокат всегда работает с самыми крупными делами в Беверли-Хиллз, где он живёт со своей дочерью-подростком Шер и её сводным братом Джошем. Несмотря на то что он разведён с матерью Джоша, Мэл отвечает на вопрос своей дочери так: «Мужья разводятся с женами, а не с детьми», — и является защитником Шер, говоря Кристиану: «Если с моей дочерью что-нибудь произойдёт, у меня есть револьвер и лопата. Я сомневаюсь, что кто-то будет скучать по тебе».
- Элиза Донован — Эмбер Мэринс (миссис Элтон): популярная и испорченная богачка, но при этом презирает Шер и Дион. Она постоянно соревнуется с Шер, когда дело касается стиля, популярности и парней. Шер сравнивает её с Моне (точно так же как живопись — «издалека выглядит красиво, а вблизи ничего не разобрать»).
- Джастин Уокер — Кристиан Стовиц (Фрэнк Черчилл): любовное увлечение Шер, парень, родители которого разводятся; он чередует семестры в Чикаго и Беверли-Хиллз. Чтобы заполучить внимание Кристиана, Шер посылает себе цветы, леденцы и любовные записки. Кристиан обращает внимание на Шер. Шер устраивает романтическое свидание Кристиану и планирует сделать «это», но он игнорирует её намёки. Позже, обсуждая события с Дион и Мюрреем, ей становится очевидно, что Кристиан — гей. Несмотря на это, Шер и Кристиан остаются хорошими друзьями и делают вместе покупки.

## Съёмки
У фильма был 40-дневный график съёмки. Продюсеры сидели в классах в Средней школе Беверли-Хиллз, чтобы почувствовать студенческую атмосферу. Настоящий преподаватель драмы в Средней школе Беверли-Хиллз играл руководителя в фильме. Многие сцены были сняты в Коста-Меса и Беверли Хиллз, многие сцены сняты по соседству, в Скоттсдейле, Аризона. Сцены, изображающие кампус средней школы, включая теннисные корты, наружный кафетерий, двор и различные кабинеты, были сняты в Западном Колледже в Лос-Анджелесе.
Сильверстоун говорила, что она всегда чувствовала некую связь между собой и Бриттани, когда они разделили этот особенный опыт во время работы в фильме. И после смерти Бриттани Алисия рассказала в интервью: «Я всегда любила работать с Бриттани. Она была такой талантливой, такой тёплой и такой милой».

## Саундтрек
1. «Kids in America» (The Muffs) — 3:18
2. «Fashion» (David Bowie) — 3:25
3. «Shake Some Action» (David Lowery) — 4:25
4. «The Ghost in You» (Counting Crows) — 3:30
5. «Here [Squirmel Mix]» (Luscious Jackson) — 3:33
6. «All the Young Dudes» (World Party) — 4:00
7. «Fake Plastic Trees [Acoustic Version]» (Radiohead) — 4:45
8. «Change» (Lightning Seeds) — 4:01
9. «Need You Around» (Smoking Popes) — 3:42
10. «Mullet Head» (Beastie Boys) — 2:53
11. «Where’d You Go?» (The Mighty Mighty Bosstones) — 3:16
12. «Rollin' With My Homies» (Coolio) — 4:06
13. «Alright» (Supergrass) — 3:01
14. «My Forgotten Favorite» (Velocity Girl) — 3:49
15. «Supermodel» (Jill Sobule) — 3:07

## Влияние
В 2014 году австралийская рэп-исполнительница Игги Азалия воздала фильму дань уважения, сняв клип на песню «Fancy» как своеобразный ремейк фильма.